# Karchesion

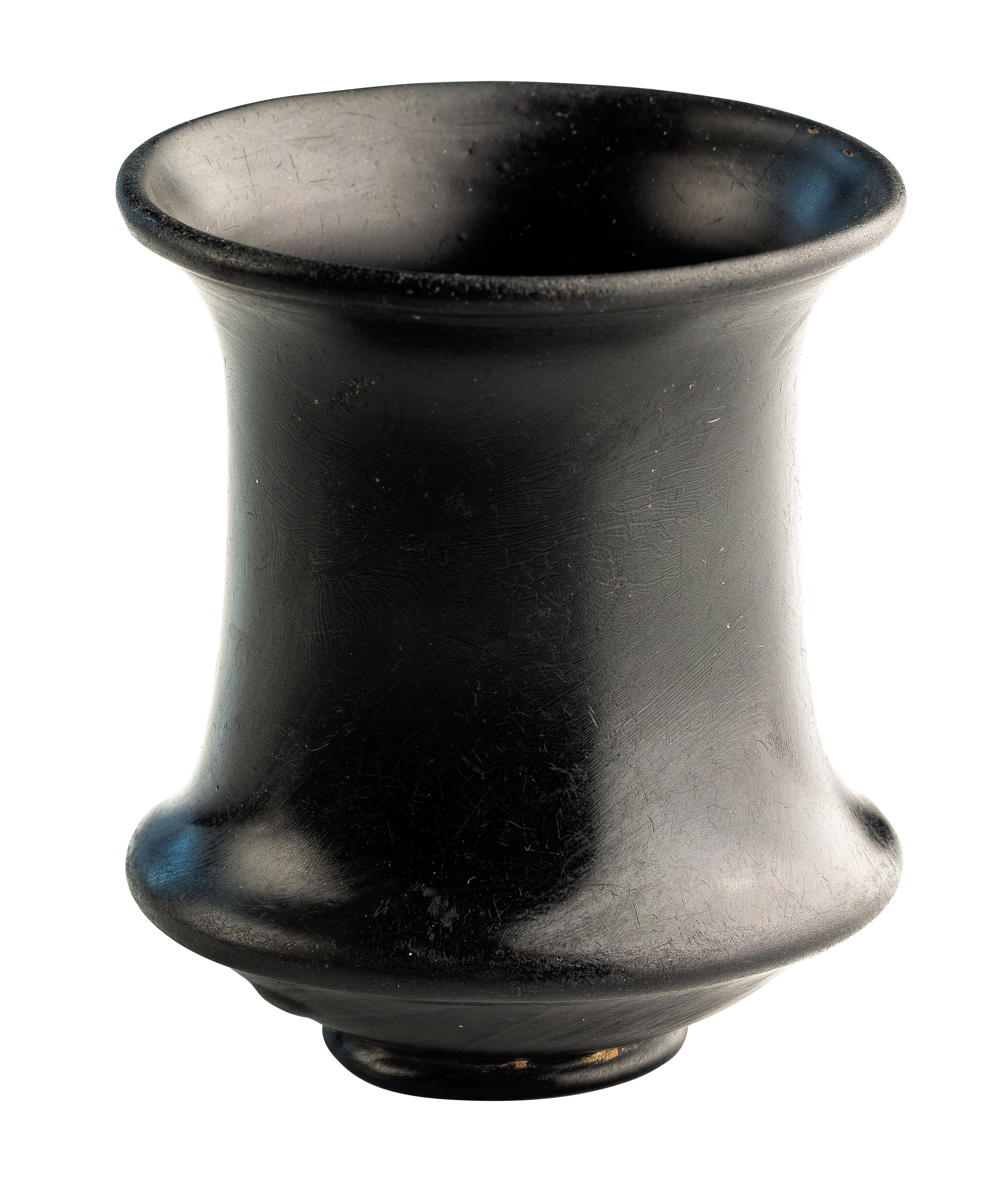
Karchesion z II - III w. n.e.

Karchesion (stgr. karkhḗsion) – naczynie do picia występujące typowo w Starożytnej Grecji. 
Było wykonane z drogich kruszców lub kamieni. Przyjmowało formę puchara ze zwężonym brzuścem i o rozszerzającym się wylewie. Niektóre egzemplarze posiadają wąskie uchwyty. 